# Villennes-sur-Seine
Villennes-sur-Seine est une commune du département des Yvelines en région Île-de-France, en France, située à une trentaine de kilomètres à l'ouest de Paris, en bordure et sur la rive gauche de la Seine.
Ses habitants sont appelés les Villennois.

## Géographie

### Localisation
Villennes-sur-Seine est une commune périurbaine riveraine de la Seine, située sur la rive gauche du fleuve à 36 kilomètres à l'ouest de la cathédrale Notre-Dame de Paris et limitrophe de Poissy.
Elle est localisée à 22 kilomètres au nord de Versailles, préfecture des Yvelines, à 13 kilomètres à l'ouest de Saint-Germain-en-Laye la sous-préfecture et à 28 kilomètres au nord-ouest de la porte d'Auteuil.
Le territoire communal englobe une île de la Seine, l'île de Villennes occupée par un lotissement privé.
La commune se trouve dans l'aire urbaine de Paris, dans l'unité urbaine de Paris et dans le bassin de vie de cette ville, ainsi que dans la zone d'emploi dite de Seine-Yvelinoise.

### Hydrographie

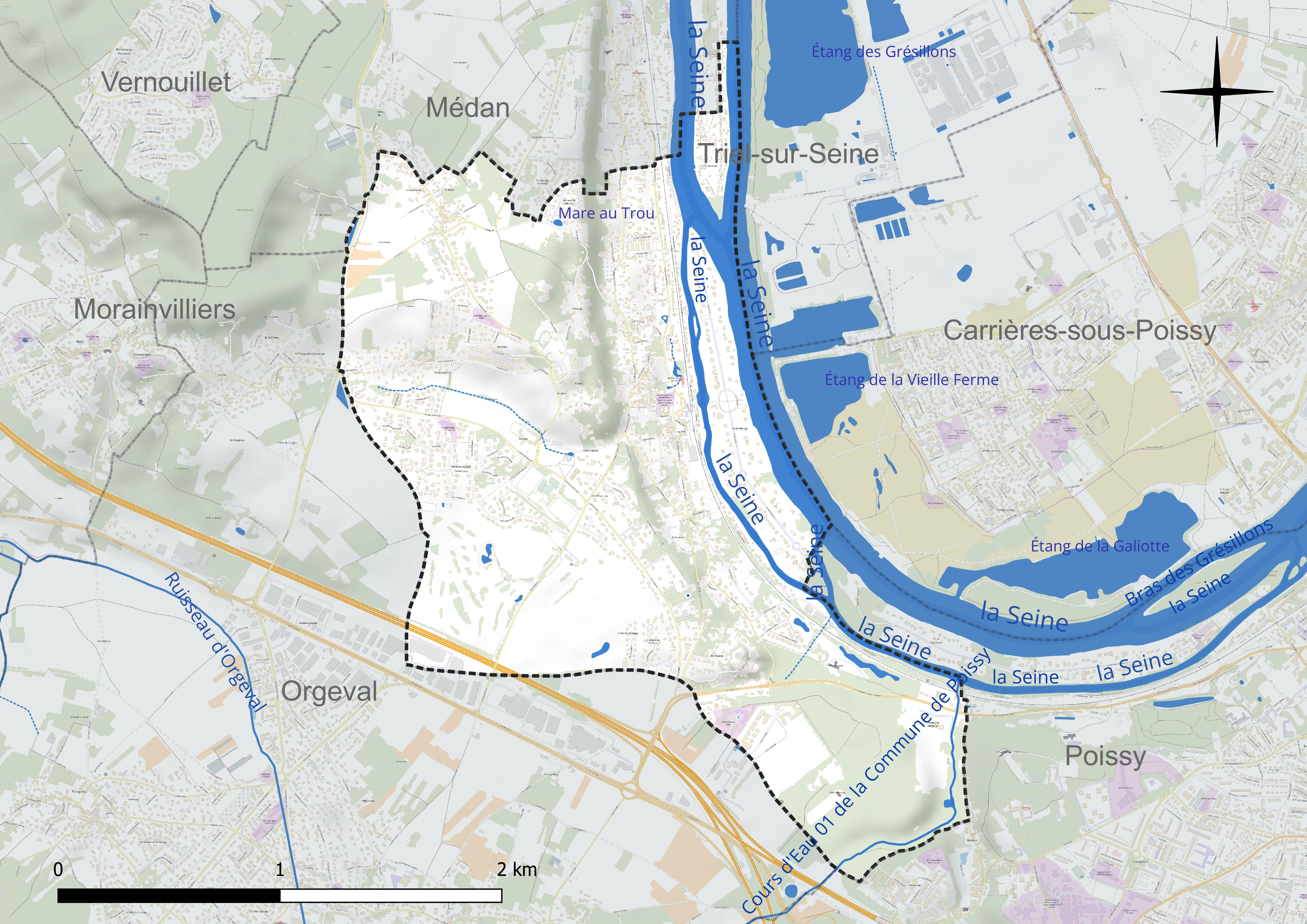
Carte hydrographique de la commune.

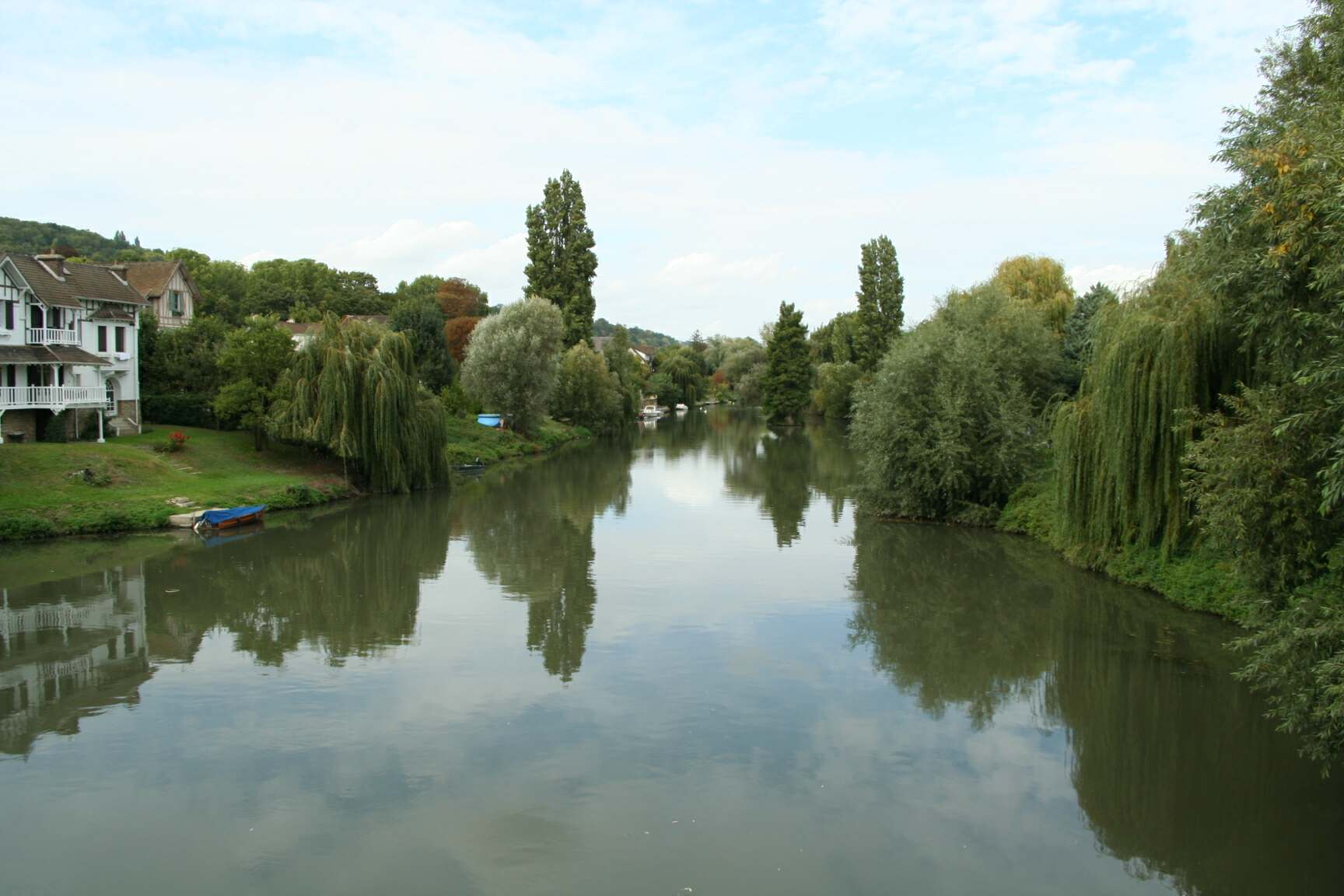
La Seine et l'Île de Villennes.

La commune est limitée à l'est par le lit principal du fleuve la Seine.
Un lit secondaire de la Seine crée plusieurs îles, dont l'île du Platais, ou île de Médan, qui est partagée entre les communes de Villennes-sur-Seine, de Médan sur la rive gauche, et de Triel-sur-Seine sur la rive droite.

### Climat
Pour des articles plus généraux, voir Climat de l'Île-de-France et Climat des Yvelines.
En 2010, le climat de la commune est de type climat océanique dégradé des plaines du Centre et du Nord, selon une étude du CNRS s'appuyant sur une série de données couvrant la période 1971-2000. En 2020, Météo-France publie une typologie des climats de la France métropolitaine dans laquelle la commune est dans une zone de transition entre le climat océanique et le climat océanique altéré et est dans la région climatique Sud-ouest du bassin Parisien, caractérisée par une faible pluviométrie, notamment au printemps (120 à 150 mm) et un hiver froid (3,5 °C).
Pour la période 1971-2000, la température annuelle moyenne est de 11,5 °C, avec une amplitude thermique annuelle de 14,6 °C. Le cumul annuel moyen de précipitations est de 656 mm, avec 11 jours de précipitations en janvier et 7,9 jours en juillet. Pour la période 1991-2020, la température moyenne annuelle observée sur la station météorologique la plus proche, située sur la commune de Maule à 11 km à vol d'oiseau, est de 11,8 °C et le cumul annuel moyen de précipitations est de 677 mm,. Pour l'avenir, les paramètres climatiques de la commune estimés pour 2050 selon différents scénarios d'émission de gaz à effet de serre sont consultables sur un site dédié publié par Météo-France en novembre 2022.

## Urbanisme

### Typologie
Au 1er janvier 2024, Villennes-sur-Seine est catégorisée grand centre urbain, selon la nouvelle grille communale de densité à sept niveaux définie par l'Insee en 2022.
Elle appartient à l'unité urbaine de Paris, une agglomération inter-départementale regroupant 407  communes, dont elle est une commune de la banlieue,,.
Par ailleurs la commune fait partie de l'aire d'attraction de Paris, dont elle est une commune du pôle principal,. Cette aire regroupe 1 929 communes,.

### Occupation des sols
| Type d'occupation[réf. nécessaire] | Pourcentage | Superficie (en hectares) |
| ---------------------------------- | ----------- | ------------------------ |
| Espace urbain construit            | 36 %        | 177,86                   |
| Espace urbain non construit        | 27 %        | 135,15                   |
| Espace rural                       | 37 %        | 185,11                   |

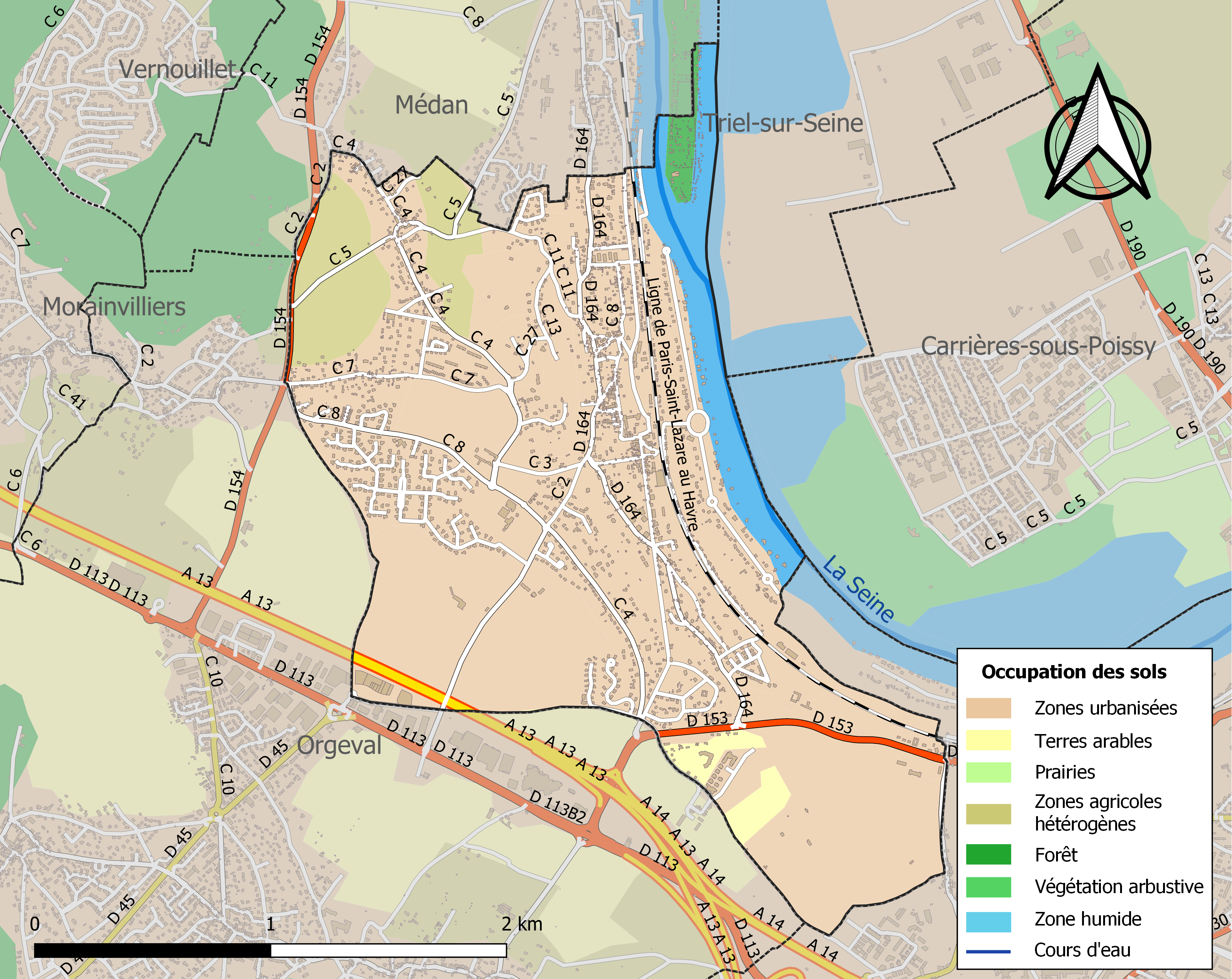
Carte des infrastructures et de l'occupation des sols de la commune en 2018 (CLC).

Le territoire de la commune est assez urbanisé, l'espace urbain occupant près d'un tiers de la superficie totale. L'espace rural (37 %) subsiste. L'espace urbain construit représente 36 % du total, soit 177,86 ha. Il comprend les zones d'habitation, les divers équipements, et les zones d'activités.

### Habitat et logement
En 2021, le nombre total de logements dans la commune était de 2 704, alors qu'il était de 2 304 en 2016 et de 2 267 en 2011.
Parmi ces logements, 85,5 % étaient des résidences principales, 8,5 % des résidences secondaires et 6,1 % des logements vacants. Ces logements étaient pour 66,5 % d'entre eux des maisons individuelles et pour 33,1 % des appartements.
Le tableau ci-dessous présente la typologie des logements à Villennes-sur-Seine en 2021 en comparaison avec celle des Yvelines et de la France entière. Une caractéristique marquante du parc de logements est ainsi une proportion de résidences secondaires et logements occasionnels (8,5 %) supérieure à celle du département (2,6 %) mais inférieure à celle de la France entière (9,7 %).
| Typologie                                               | Villennes-sur-Seine | Yvelines | France entière |
| ------------------------------------------------------- | ------------------- | -------- | -------------- |
| Résidences principales (en %)                           | 85,5                | 91,1     | 82,2           |
| Résidences secondaires et logements occasionnels (en %) | 8,5                 | 2,6      | 9,7            |
| Logements vacants (en %)                                | 6,1                 | 6,3      | 8,1            |

La commune ne respecte pas les obligations qui lui sont faites par l'article 55 de la loi SRU de disposer d'au moins 25 % de son parc de résidences principales constituées de logements sociaux, avec ses 203 logements sociaux en 2019.
En 2023, la commune sort de l'état de « commune carencée » où elle était depuis 2021 car 248 logements sociaux y ont été construits durant le plan triennal de 2020 à 2022 et elle s'est engagée à en construire 219 supplémentaires ,

### Voies de communication et transports
La commune est desservie par les autoroutes  A13 et A14, dont l'échangeur entre ces deux axes se situe au sud de Villennes, à Orgeval. Villennes est accessible par la sortie 7 située sur l'autoroute A13 (A14, Poissy, Chambourcy, Villennes, Orgeval).
Villennes est traversée par trois routes départementales : 
- du sud-est au sud-ouest, la RD 153 qui relie Poissy à l'autoroute A13 et à la RD 113.
- du sud au nord, la RD 164, qui relie la RD 153 à Médan via le centre-ville de Villennes.
- à l'ouest, la RD 154, qui relie la RD 113 à Vernouillet.

La ville est desservie par la gare de Villennes-sur-Seine, sur la  (Ligne J du Transilien). La ligne effectue les liaisons entre les gares de Paris-Saint-Lazare, de Vernon - Giverny, des Mureaux et de Mantes-la-Jolie. Elle est située sur la ligne de Paris-Saint-Lazare au Havre.
Le réseau de bus de Poissy - Les Mureaux effectue des liaisons avec trois lignes de bus qui relient la gare de Villennes au reste de la ville et aux communes alentour. Il s'agit des lignes 27 (circulaire dans Villennes), 28 (circulaire dans Villennes et Médan) et 43 (ligne reliant Les Mureaux à Poissy).
La nuit, la ligne N151 dessert la gare de Villennes-sur-Seine. Cette ligne nocturne relie Paris-Saint-Lazare à Mantes-la-Jolie.

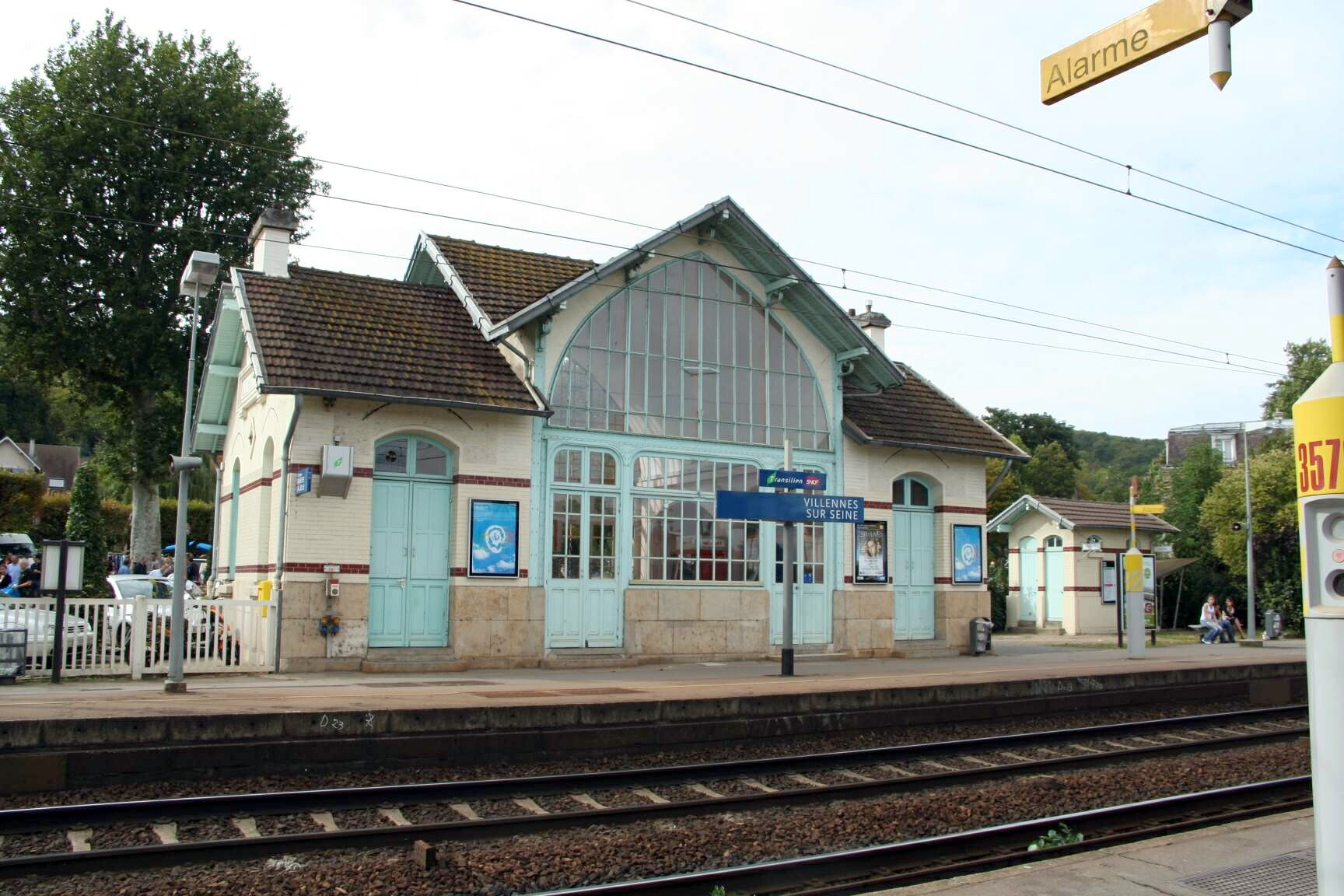
La gare de Villennes-sur-Seine.
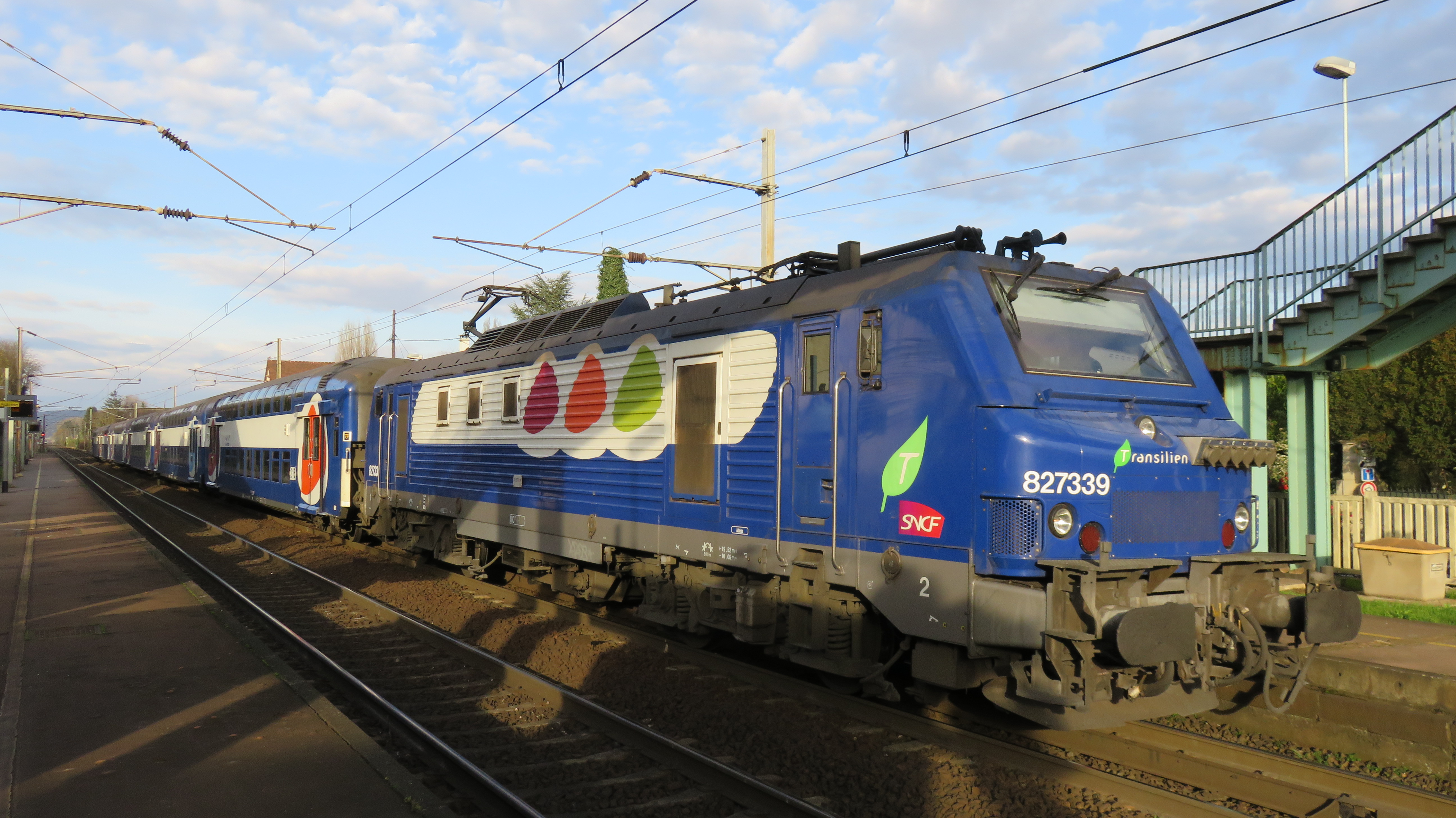
Transilien en gare de Villennes.
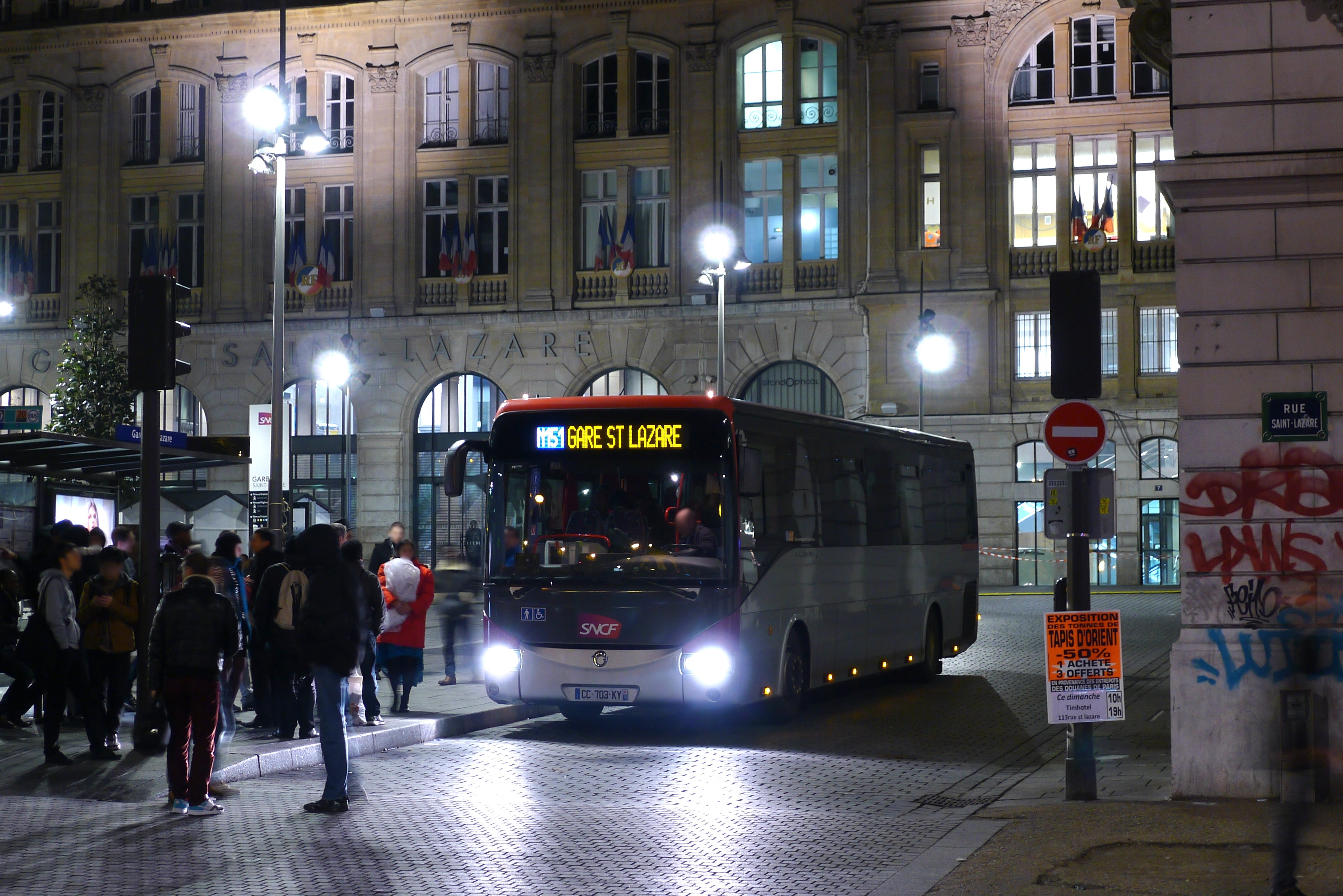
Noctilien N151 en gare de Paris-Saint-Lazare.

## Toponymie
Le nom de la localité est attesté sous les formes Villena en 1007, villa Villenis en 1078.
Adjectif féminin du bas latin villana (terra) : (terre) tenue par un villanus, un paysan non noble.
Villaines en 1793, Vilaine en 1811 et Villennes-sur-Seine en 1901.
Villennes est en bordure et sur la rive gauche de la Seine.

## Histoire

### Moyen Âge
La paroisse de Villennes est  créée en 1007. La construction de l'église Saint-Nicolas a commencé au XIe siècle et s'est terminée au XIIe siècle sous l'initiative de l'abbaye de Saint-Germain-des-Prés. L'église servait de paroisse aux villages voisins de Médan et Flacourt. L'église est partiellement détruite au cours de la guerre de Cent Ans, laissant l'abside et le transept en ruines[réf. nécessaire].
Au XVIIIe siècle, l'église est associée à l'abbaye Notre-Dame de Coulombs et d'importants travaux de rénovation sur l'église commencent. Une restauration complète prend son envol en 1717.

### Époque contemporaine
Le 28 décembre 1814, une arche du vieux pont s'écroule. Le moulin est partiellement détruit. La Seine devient alors le premier moyen de transport en commun jusqu'à la construction du chemin de fer[réf. nécessaire]. La ligne de Paris-Saint-Lazare au Havre est   inaugurée en mai 1843, mais les premiers arrêts à la halte de Villennes datent de 1844. La première gare est inaugurée en 1880. La gare actuelle est mise en service en 1911 et a été modernisée en 2001.
L'accessibilité permise par la gare permet le développement de nombreux lotissements résidentiels à partir de 1879 : ceux du potager du château, du parc du château vers 1890, les berges de la Seine (prairie de la Nourrée) vers 1900.
Au début du XXe siècle, Villennes devient un lieu important de villégiature pour les parisiens aisés, d'abord autour du bois des Falaises puis sur l'île de Villennes à compter de 1912. Anciennement utilisée comme terres de pâturage pour les vaches, l'île de Villennes connaît donc un développement urbanistique à partir de 1912. Une carte datant de cette année-là montre une distribution régulière de lotissements sous la forme de jardins de lotissement, destinés à une clientèle de capital économique supérieur.

Villennes-sur-Seine au tout début ddu XXe siècle
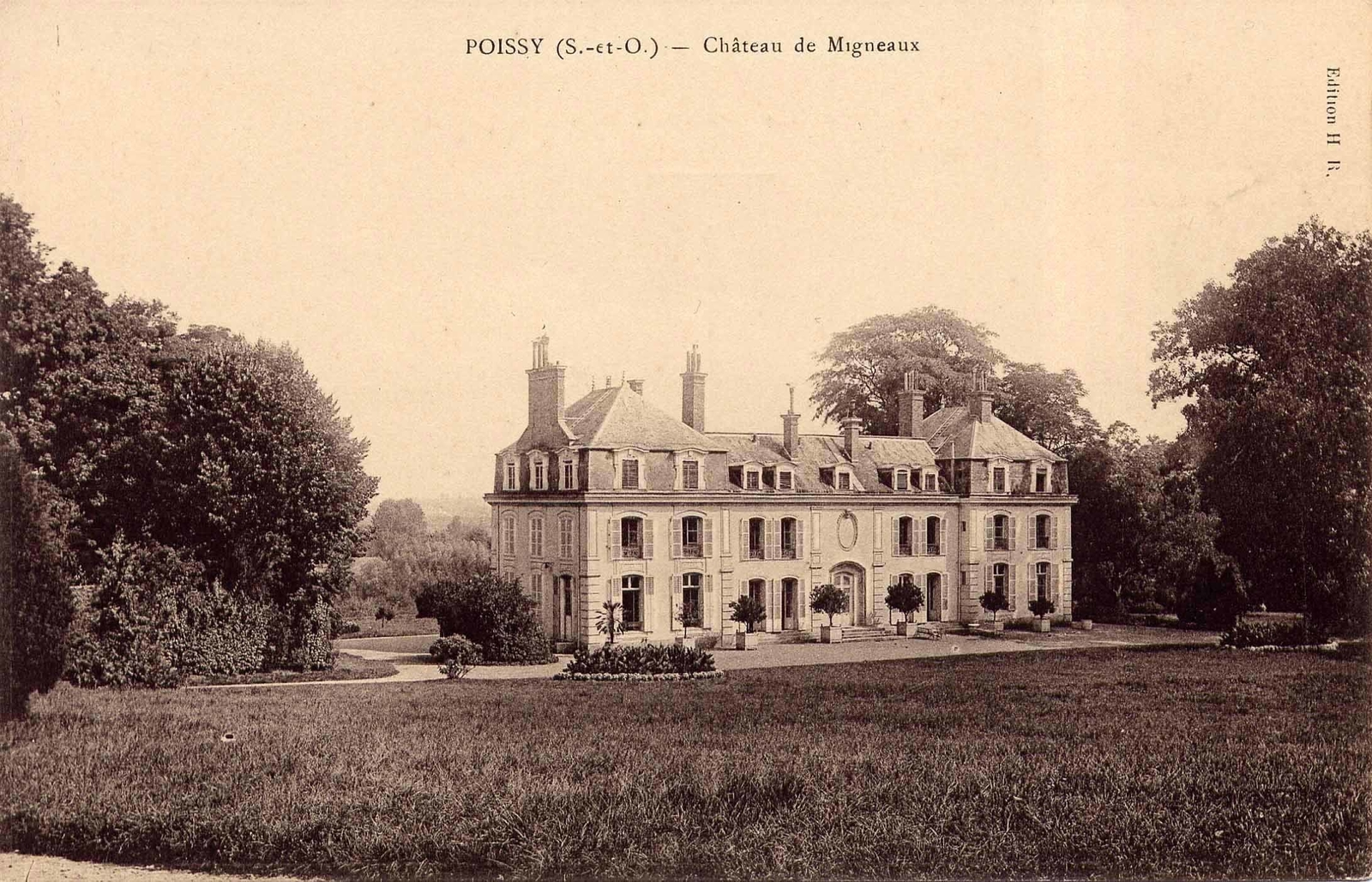
Le château de Migneaux.
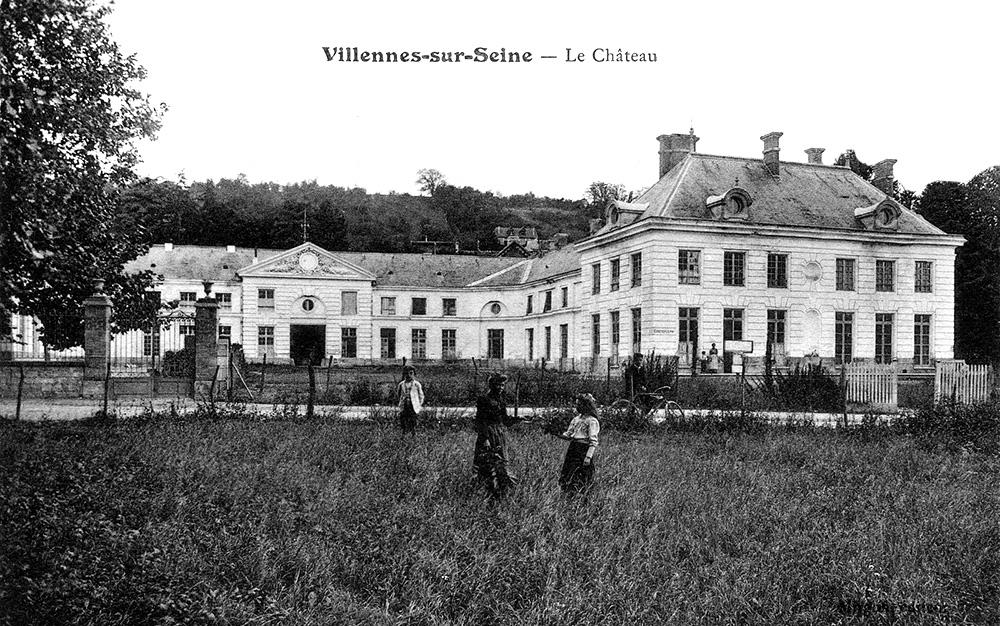
Le Château de Villennes.

Après la Première Guerre mondiale, qui a coûté la vie à 42 Villennois — un monument est inauguré en 1919 pour leur rendre hommage —Villennes redevient un lieu de villégiature et en 1919, Villennes est considérée comme une station touristique et voit le développement de plusieurs loisirs comme la navigation de plaisance, la pêche et la baignade dans la Seine qui gagnent en popularité et de nombreuses fêtes au bord de l'eau ont lieu. En 1928, l'Île du Platais accueille une expérience de naturisme, dans un lotissement-jardin de 15 hectares, de la Société naturiste fondée par deux médecins et frères, André et Gaston Durville, sous le nom de Physiopolis,. Toutefois, la nudité intégrale n'y était pas autorisée, comme nous le précise Jean-Luc Bouland.
Au cours de la Seconde Guerre mondiale, la zone est occupée par les Allemands. En juillet 1944, un avion de la Luftwaffe s'écrase sur la ferme des Marolles, tuant le couple qui y habite. La ville est libérée par l'armée américaine le 25 août 1944, après une embuscade de l'armée allemande contre des résistants locaux. Par ailleurs, le résistant et industriel André Patrolin a accueilli au cours de la guerre une famille juive au sein de sa propriété de Villennes, il figurera alors comme Juste parmi les nations.

## Politique et administration

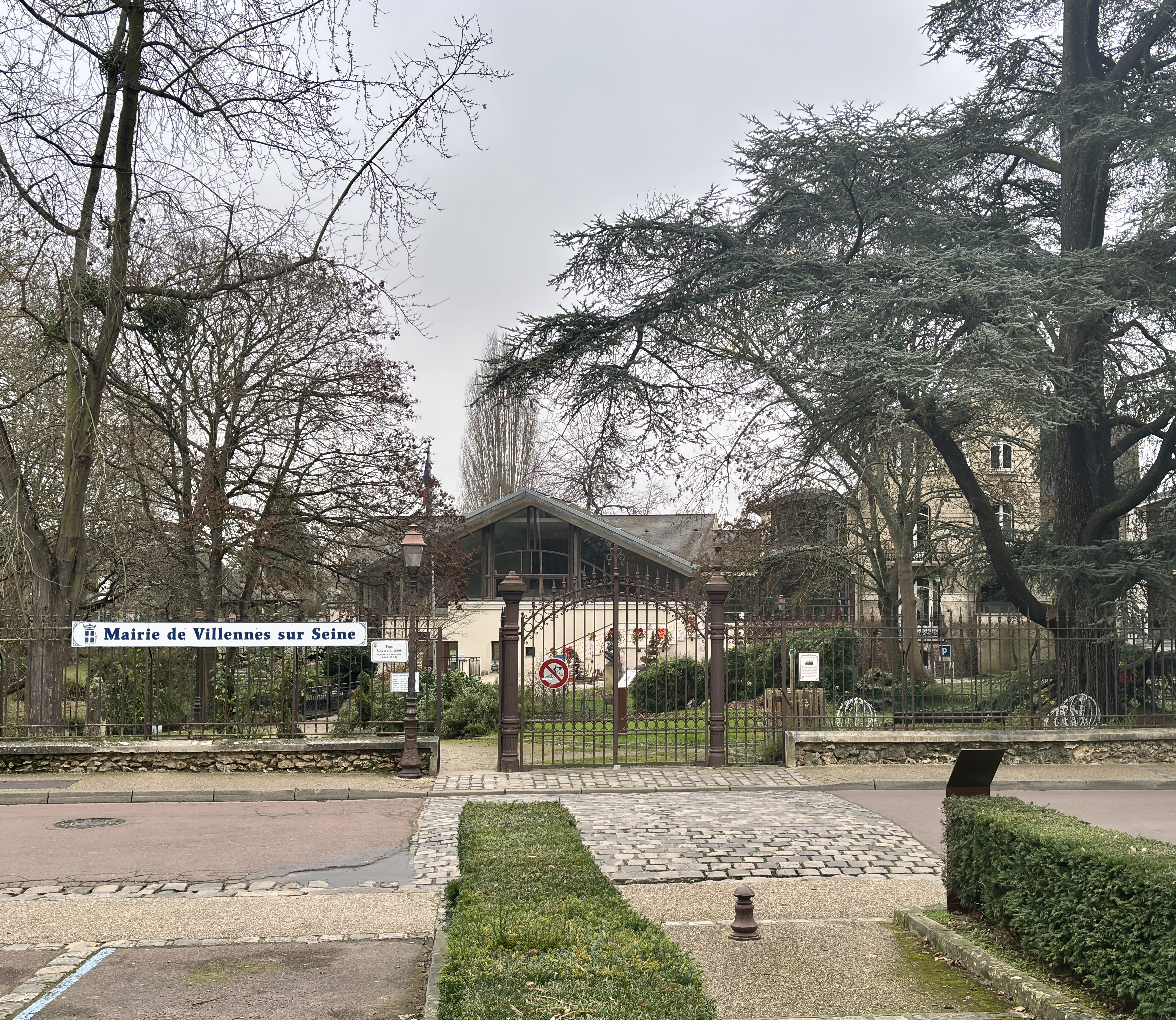
Mairie de Villennes-sur-Seine.

### Rattachements administratifs et électoraux

#### Rattachements administratifs
Antérieurement à la loi du 10 juillet 1964, la commune faisait partie du département de Seine-et-Oise. La réorganisation de la région parisienne en 1964 fit que la commune appartient désormais au département des Yvelines et à son arrondissement de Saint-Germain-en-Laye après un transfert administratif effectif au 1er janvier 1968.
Elle faisait partie de 1801 à 1967 du canton de Poissy de Seine-et-Oise. Lors de la mise en place des Yvelines, elle est intégrée en 1967 au canton de Poissy-Nord. Dans le cadre du redécoupage cantonal de 2014 en France, cette circonscription administrative territoriale a disparu, et le canton n'est plus qu'une circonscription électorale.

#### Rattachements électoraux
Pour les élections départementales, la commune fait partie depuis 2014 du canton de Verneuil-sur-Seine.
Pour l'élection des députés, elle fait partie de la sixième circonscription des Yvelines.

### Intercommunalité
Villennes était le siège de la petite communauté de communes Seine-Mauldre, un établissement public de coopération intercommunale (EPCI) à fiscalité propre créé fin 2004.
Dans le cadre des prescriptions de la  loi de modernisation de l'action publique territoriale et d'affirmation des métropoles (loi MAPAM), qui prescrit la constitution d'intercommunalités de taille importante en seconde couronne parisienne afin de pouvoir dialoguer avec la métropole du Grand Paris, dont la création était prévue par cette même loi, la  communauté de communes Seine-Mauldre fusionne avec ses voisines pour créer, le 1er janvier 2016, la communauté urbaine  dénommée Grand Paris Seine et Oise, dont la commune est désormais membre.

### Tendances politiques et résultats
Élections présidentielles
Résultats des deuxièmes tours :
- Élection présidentielle de 2012[27] : 71,40 % pour Nicolas Sarkozy (UMP), 28,60 % pour François Hollande (PS). Le taux de participation était de 84,08 %.
- Élection présidentielle de 2017[28] : 84,07 % pour Emmanuel Macron (REM), 15,93 % pour Marine Le Pen (FN). Le taux de participation était de 76,64 %.
- Élection présidentielle de 2022[29] : 78,22 % pour Emmanuel Macron (LREM), 21,78 % pour Marine Le Pen (RN). Le taux de participation était de 78,45 %.

Élections législatives
Résultats des deuxièmes tours :
- Élections législatives de 2012[30] : 72,12 % pour Pierre Morange (UMP), 27,88 % pour Eddie Aït (PRG). Le taux de participation était de 55,99 %.
- Élections législatives de 2017[31] : 56,70 % pour Natalia Pouzyreff (LREM), 43,30 % pour Pierre Morange (LR). Le taux de participation était de 48 %.
- Élections législatives de 2022[32] : 75,88 % pour Natalia Pouzyreff (Ensemble), 24,12 % pour Mélinda Sauger (NUPES). Le taux de participation était de 53,77 %.

Élections européennes
Résultats des deux meilleurs scores :
- Élections européennes de 2014[33] : 32,08 % pour Alain Lamassoure (UMP), 16,70 % pour Marielle de Sarnez (MoDem). Le taux de participation était de 51,20 %.
- Élections européennes de 2019[34] : 41,99 % pour Nathalie Loiseau (LREM), 15,30 % pour Yannick Jadot (EÉLV). Le taux de participation était de 59,34 %.

Élections régionales
Résultats des deux meilleurs scores :
- Élections régionales de 2015[35] : 70,46 % pour Valérie Pécresse (UMP), 21,29 % pour Claude Bartolone (PS). Le taux de participation était de 58 %.
- Élections régionales de 2021[36] : 66,61 % pour Valérie Pécresse (Union de la droite), 16,88 % pour Julien Bayou (Union de la gauche). Le taux de participation était de 38,65 %.

Élections départementales
Résultats des deux meilleurs scores :
- Élections départementales de 2015[37] : 81,66 % pour Hélène Brioix-Feuchet et Jean-François Raynal (UMP), 18,34 % pour Jean-Luc Gallais et Chantal Thibaut (FN). Le taux de participation était de 42,40 %.

Élections municipales
Résultats des deuxièmes tours ou du premier tour si dépassement de 50 % :
- Élections municipales de 2014[38] : 55,33 % pour Michel Pons (DVD) et 44,67 % pour Pierre-François Degand (DVD). Le taux de participation était de 59,81 %.
- Élections municipales de 2020[39] : 40 % pour Jean-Pierre Laigneau (DVD), 39,91 % pour Pierre-François Degand (DVC) et 20,09 % pour Olivier Hardouin (DVC). Le taux de participation était de 52,96 %.

### Démocratie participative
Le conseil municipal des jeunes a été créé en 1996. Il est composé d’enfants de 9 à 13 ans élus par d'autres enfants. Les élections sont organisées dans les classes de CE2, CM1, CM2 et 6e de la ville. Il a pour but de favoriser l’implication des jeunes dans la commune et leur permettre d'échanger des idées, de développer des projets (la piste cyclable), de poursuivre des aides (aides à SOS enfants).

### Jumelage
Depuis septembre 2023, Villennes-sur-Seine est jumelée avec la communauté de communes écossaise de Largo ().

### Distinctions et labels
Le caractère sportif de la ville a été reconnu par le label "Ville active et sportive", décerné avec deux lauriers sous le patronage du ministère des Sports.[réf. nécessaire]

## Équipements et services publics

### Enseignement
La commune relève de l'académie de Versailles. Les écoles sont gérées par l’inspection générale de l'inspection départementale de l’Éducation nationale de Versailles. La circonscription fait partie du bassin d'éducation et de formation de Carrières-sous-Poissy.
La ville regroupe deux écoles maternelles (maternelle des Chèvrefeuilles et maternelle des Sables) et deux écoles élémentaires (école élémentaire du Pré-Seigneur et école élémentaire Antoine-de-Saint-Exupéry).
Les établissements d'enseignement secondaire sont situés à Poissy, à Verneuil-sur-Seine et à Saint-Germain-en-Laye (dont le Lycée international). Les établissements universitaires sont situés à Paris, Cergy-Pontoise, et Versailles Saint-Quentin-en-Yvelines.

### Santé
La ville regroupe de nombreux professionnels de santé. Elle relève du Centre hospitalier intercommunal de Poissy-Saint-Germain-en-Laye. Celui-ci fonctionne sur deux sites (Poissy pour les urgences et Saint-Germain-en-Laye pour les consultations de jour) avec 1600 lits et 4000 soignants et constitue ainsi le plus important établissement public de santé d'Île-de-France après l'Assistance publique - hôpitaux de Paris.

### Équipements culturels
- La ville abrite la bibliothèque Émile-Zola[51], qui offre des conférences, des parcours artistiques, et des lectures de contes pour les enfants.
- On y trouve également l'espace des Arts, qui accueille des spectacles, des conférences et des événements culturels, et la salle Fordan qui abrite des expositions temporaires.

### Justice, sécurité, secours et défense
La ville dispose d'une police municipale et d'un système de vidéosurveillance. La ville dépend du commissariat de police de Poissy, ainsi que du centre de secours du Service départemental d'incendie et de secours de Poissy (situé à 4 kilomètres de Villennes).
L’organisation juridictionnelle rattache les justiciables de Villennes au Tribunal judiciaire de Versailles et au tribunal administratif de Versailles, tous rattachés à la Cour d'appel de Versailles.

## Population et société

### Démographie

#### Évolution démographique
L'évolution du nombre d'habitants est connue à travers les recensements de la population effectués dans la commune depuis 1793. Pour les communes de moins de 10 000 habitants, une enquête de recensement portant sur toute la population est réalisée tous les cinq ans, les populations de référence des années intermédiaires étant quant à elles estimées par interpolation ou extrapolation. Pour la commune, le premier recensement exhaustif entrant dans le cadre du nouveau dispositif a été réalisé en 2008.

En 2022, la commune comptait 5 792 habitants, en évolution de +10,7 % par rapport à 2016 (Yvelines : +2,72 %, France hors Mayotte : +2,11 %).
| 1793 | 1800 | 1806 | 1821 | 1831 | 1836 | 1841 | 1846 | 1851 |
| ---- | ---- | ---- | ---- | ---- | ---- | ---- | ---- | ---- |
| 431  | 447  | 468  | 447  | 437  | 451  | 436  | 433  | 448  |

| 1856 | 1861 | 1866 | 1872 | 1876 | 1881 | 1886 | 1891 | 1896 |
| ---- | ---- | ---- | ---- | ---- | ---- | ---- | ---- | ---- |
| 434  | 443  | 444  | 430  | 425  | 508  | 587  | 578  | 658  |

| 1901 | 1906 | 1911 | 1921  | 1926  | 1931  | 1936  | 1946  | 1954  |
| ---- | ---- | ---- | ----- | ----- | ----- | ----- | ----- | ----- |
| 680  | 774  | 906  | 1 092 | 1 200 | 1 254 | 1 276 | 1 521 | 1 889 |

| 1962  | 1968  | 1975  | 1982  | 1990  | 1999  | 2006  | 2008  | 2013  |
| ----- | ----- | ----- | ----- | ----- | ----- | ----- | ----- | ----- |
| 2 019 | 2 311 | 3 323 | 3 886 | 4 504 | 4 790 | 5 013 | 5 078 | 5 127 |

| 2018  | 2022  | - | - | - | - | - | - | - |
| ----- | ----- | - | - | - | - | - | - | - |
| 5 331 | 5 792 | - | - | - | - | - | - | - |

#### Pyramide des âges
En 2018, le taux de personnes d'un âge inférieur à 30 ans s'élève à 34,4 %, soit en dessous de la moyenne départementale (38 %). À l'inverse, le taux de personnes d'âge supérieur à 60 ans est de 25,1 % la même année, alors qu'il est de 21,7 % au niveau départemental.
En 2018, la commune comptait 2 589 hommes pour 2 742 femmes, soit un taux de 51,44 % de femmes, légèrement supérieur au taux départemental (51,32 %).
Les pyramides des âges de la commune et du département s'établissent comme suit.
| Hommes | Classe d’âge | Femmes |
| ------ | ------------ | ------ |
| 0,7    | 90 ou +      | 1,7    |
| 5,9    | 75-89 ans    | 8,9    |
| 16,2   | 60-74 ans    | 16,7   |
| 23,4   | 45-59 ans    | 23,0   |
| 15,8   | 30-44 ans    | 18,7   |
| 15,7   | 15-29 ans    | 11,6   |
| 22,2   | 0-14 ans     | 19,4   |

| Hommes | Classe d’âge | Femmes |
| ------ | ------------ | ------ |
| 0,6    | 90 ou +      | 1,4    |
| 6      | 75-89 ans    | 7,8    |
| 13,5   | 60-74 ans    | 14,8   |
| 20,7   | 45-59 ans    | 20,1   |
| 19,6   | 30-44 ans    | 19,9   |
| 18,5   | 15-29 ans    | 16,8   |
| 21,2   | 0-14 ans     | 19,2   |

### Manifestations culturelles et festivités
Différentes manifestations théâtrales, musicales, et expositions ont lieu à la mairie, à l'église, à la bibliothèque ou à la salle des fêtes.

### Sports et loisirs
Villennes abrite une école municipale des sports intercommunale (EMS), qui offre notamment de multiples activités liées au cirque, un complexe sportif, la halle des sports, et cinq clubs de sport (de football, de tennis, de judo, d'escalade et de golf).
Un golf 18 trous créé en 1985.

### Médias
Deux radios locales peuvent être écoutées à Villennes-sur-Seine.

### Cultes
- Culte catholique : pratiqué en l'église Saint-Nicolas.
- Culte israélite : pratiqué en la synagogue de Poissy.
- Culte protestant : pratiqué au temple de Poissy.
- Culte musulman : pratiqué dans les mosquées de Poissy ou de Carrières-sous-Poissy.

## Économie

### Revenus de la population et fiscalité
En 2010, le revenu fiscal médian par ménage était de 61 121 €, ce qui plaçait Villennes-sur-Seine au 27e rang parmi les 31 525 communes de plus de 39 ménages en métropole.

### Emploi
Commune essentiellement résidentielle, Villennes-sur-Seine se situe toutefois à proximité de plusieurs bassins d'emplois, notamment à Poissy, Saint-Germain-en-Laye, Orgeval (centre commercial) et aux Mureaux. Le quartier d'affaires de La Défense est localisé à 20 kilomètres de Villennes et, par le train et l'autoroute, le bassin de l'aire urbaine de Paris est aisément accessible.

### Entreprises et commerces
Plusieurs commerces de proximité sont situés à Villennes-sur-Seine, notamment en centre-ville. La commune abrite un marché hebdomadaire le samedi matin.
Une zone commerciale est également située sur la commune d'Orgeval.

## Culture locale et patrimoine

### Patrimoine architectural

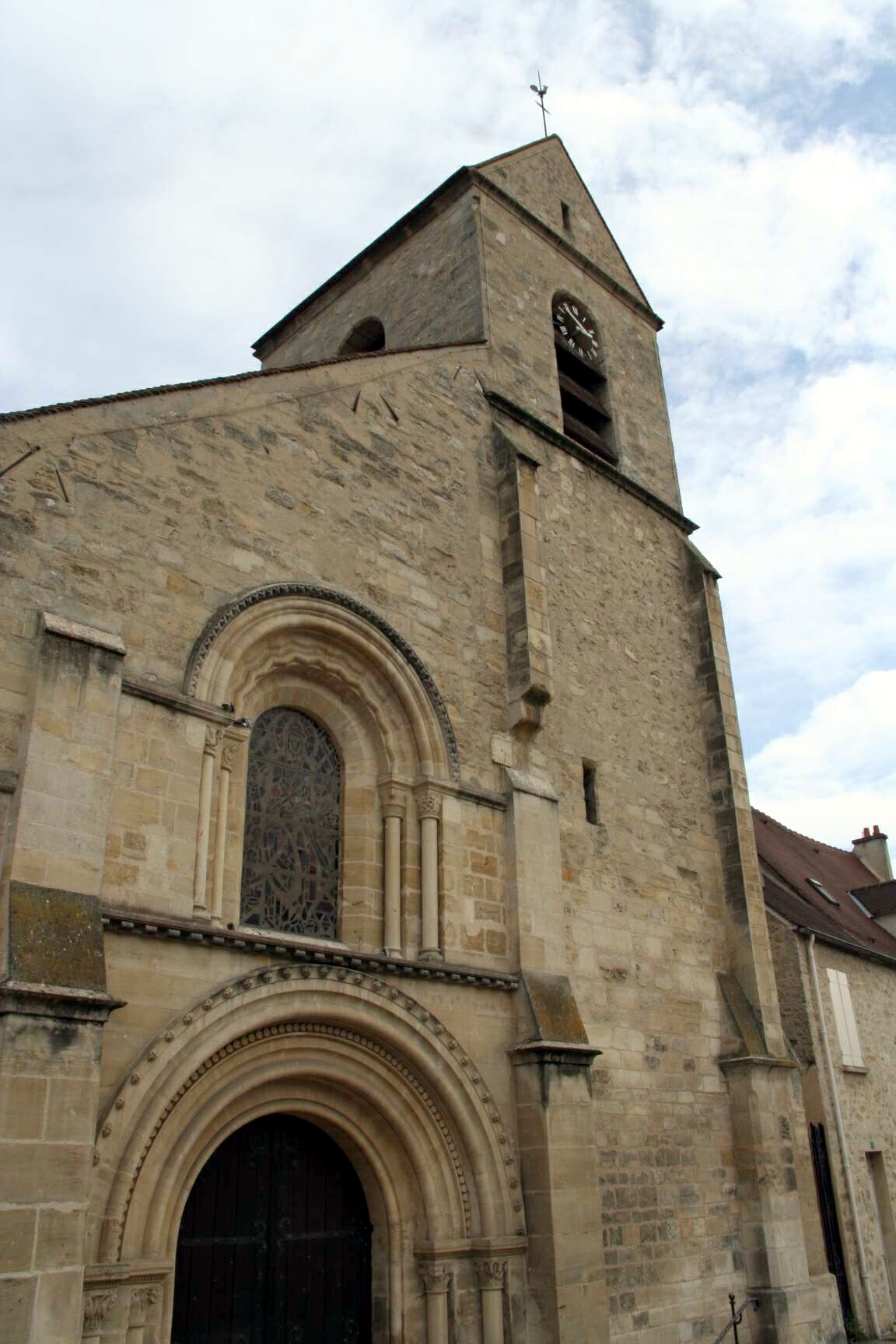
Le clocher de l'église.

- L'église Saint-Nicolas  Inscrit MH (1926)[69] : église en pierre de style roman datant du XIe siècle. Lors de la guerre de Cent Ans elle est partiellement détruite (abside et transept ont disparu). Le clocher a été édifié à la fin du XVIe siècle ; le portail date de 1875. 
Pendant la période révolutionnaire, l'église servit de lieu de réunions publiques.
- La mairie-école, construite vers 1886 par l'architecte D. Geffroy et augmentée en  1888 par une remise pour la pompe à incendie. Entre 1930 et 1934, l'architecte communal Paul Huan remplace la salle de classe située à l'arrière par deux  salles de classe et deux logements[70].
- La gare de Villennes-sur-Seine, construite en 1910 en remplacement de la gare initiale  située légèrement  en amont. Elle est comparable à l'ancienne gare de Clamart construite vers 1905 par l'architecte A. Raguenet[71].
- La grotte artificielle : située dans le parc Fauvel, elle est l'œuvre du paysagiste Varé, concepteur de l'ancien parc du château de Villennes[72], aujourd'hui disparu, en jardin romantique.
- Le château de Perdrier-Brinon[73] : le premier château est construit par Henri Perdrier au XVe siècle. En partie détruit après la Révolution française, il est rasé par le vicomte d'Osmond qui en reconstruit un nouveau sur le même emplacement. À la fin du XIXe siècle, on y ajoute un parc de huit hectares, mais il se dégrade très rapidement. Il est alors vendu en lots à la fin du siècle. Démoli après la guerre de 1914-1918, il ne reste actuellement que l'aile gauche et le fronton du bâtiment central ainsi que la rivière anglaise et les kiosques du jardin à l'anglaise dessinés par l'architecte Louis-Sulpice Varé en 1869.
- Le château d'Acqueville[74].
- Le domaine de Physiopolis[75] : en 1927, deux frères médecins, Gaston et André Durville, créent le domaine du Physiopolis sur l'île de Platais. Ils donnent ainsi libre cours à leur philosophie : la vie en harmonie avec la nature et le développement du corps par des exercices. Ils sont les précurseurs du naturisme.
- L'ancienne geôle[76],[77].
- l'ancien presbytère[78],[79].
- La Maison commune[80] : au XVIIIe siècle, elle regroupe la mairie, un hospice et une école. En 1834, des modifications sont apportées et en 1844, une parcelle du terrain est vendue. Aujourd'hui, c'est une propriété privée.

### Patrimoine naturel
- Le parc du Docteur-Fauvel[81]

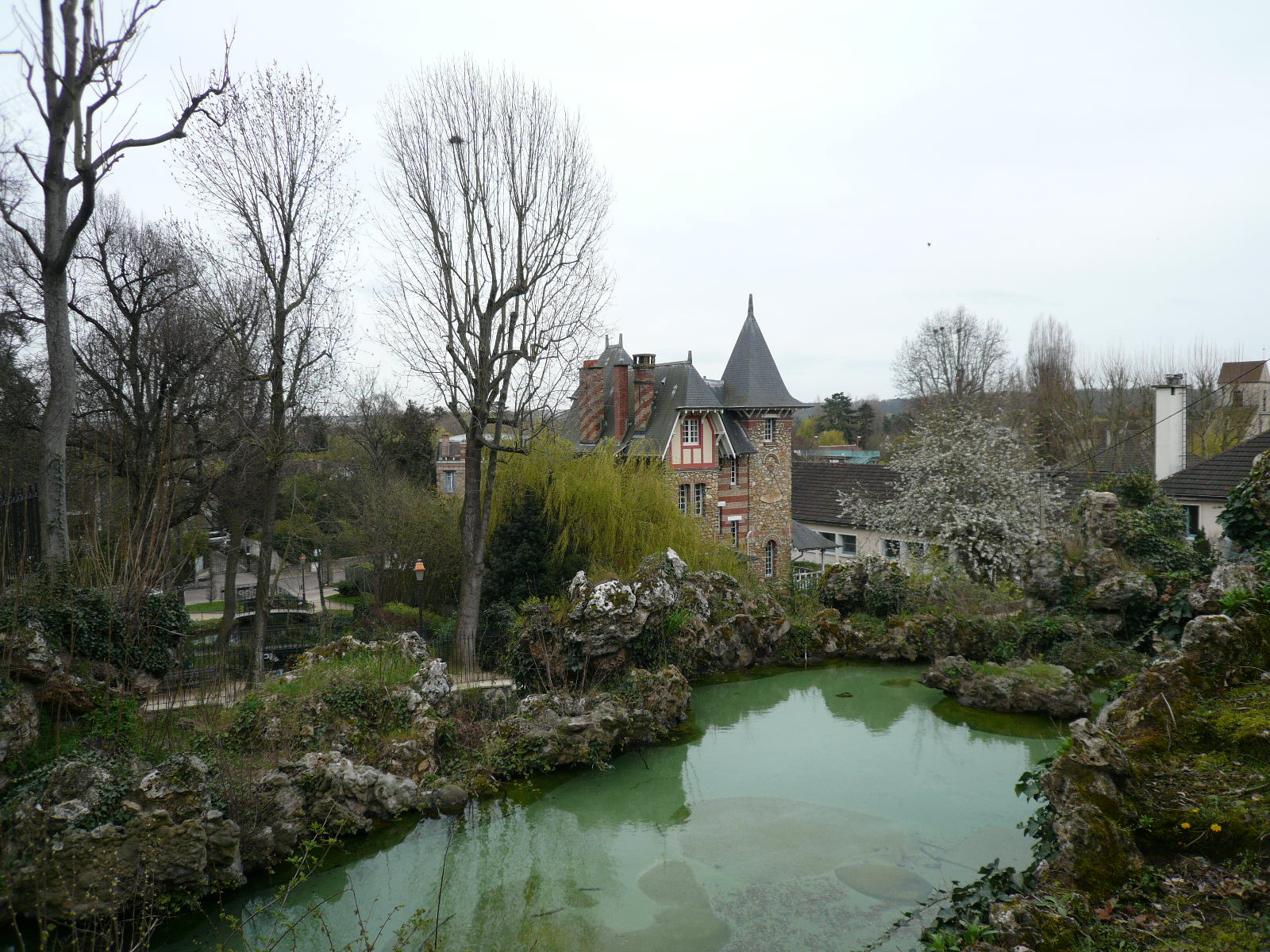
Vue du haut du parc du Docteur-Fauvel.

- Le parc de Chèvrefontaines (parc de la mairie)
- Le parc de Marolles
- Promenades du bord de Seine : chemin des Pêcheurs / chemin de la Nourrée / sentier du bord de l'Eau

### Villennes-sur-Seine dans les arts et la culture
Vers la fin du film Touchez pas au grisbi (1954), le journal indique que la fusillade entre les gangsters a eu lieu sur la route de Villennes.
De février à mars 2008, un téléfilm réalisé par Nicolas Picard-Dreyfuss, est tourné à Villennes-sur-Seine. Intitulé Drôle de Noël il a été diffusé le 17 décembre 2008 sur France 2.
La gare de Villennes apparaît dans différents films et téléfilms, dont :
- Les Démons de Jésus de Bernie Bonvoisin, où l'on peut voir Patrick Bouchitey et Thierry Frémont ;
- l'épisode Pour la vie (tourné en 2012) de la série Joséphine, ange gardien.

Par ailleurs, en 2015, une publicité pour la version japonaise de la boisson Orangina (Lemongina) y a été tournée avec Richard Gere.

Œuvres d'Albert Marquet représentant Villennes
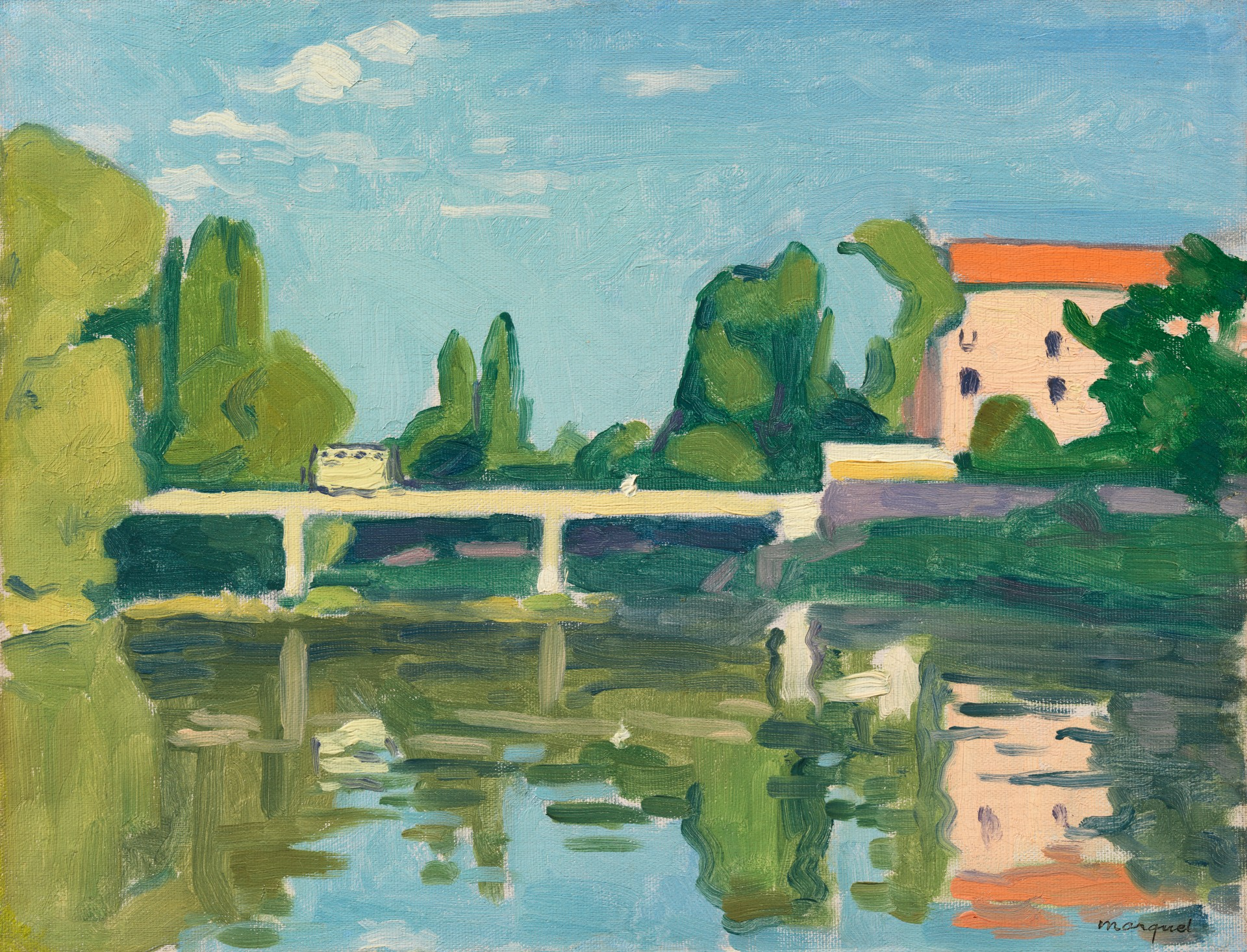
Moulin à Villennes, 1910, Richard Green fine paintings Londres.
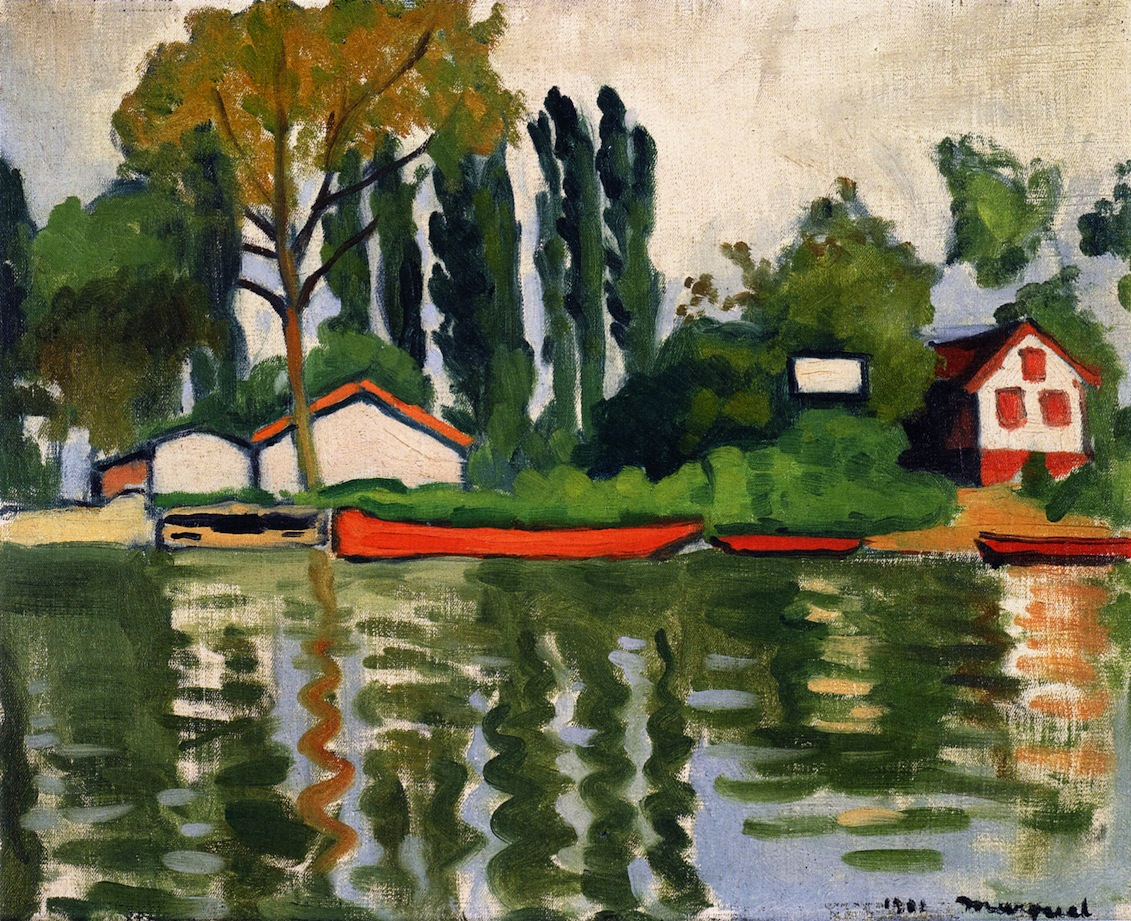
Peupliers à Villennes (1911)
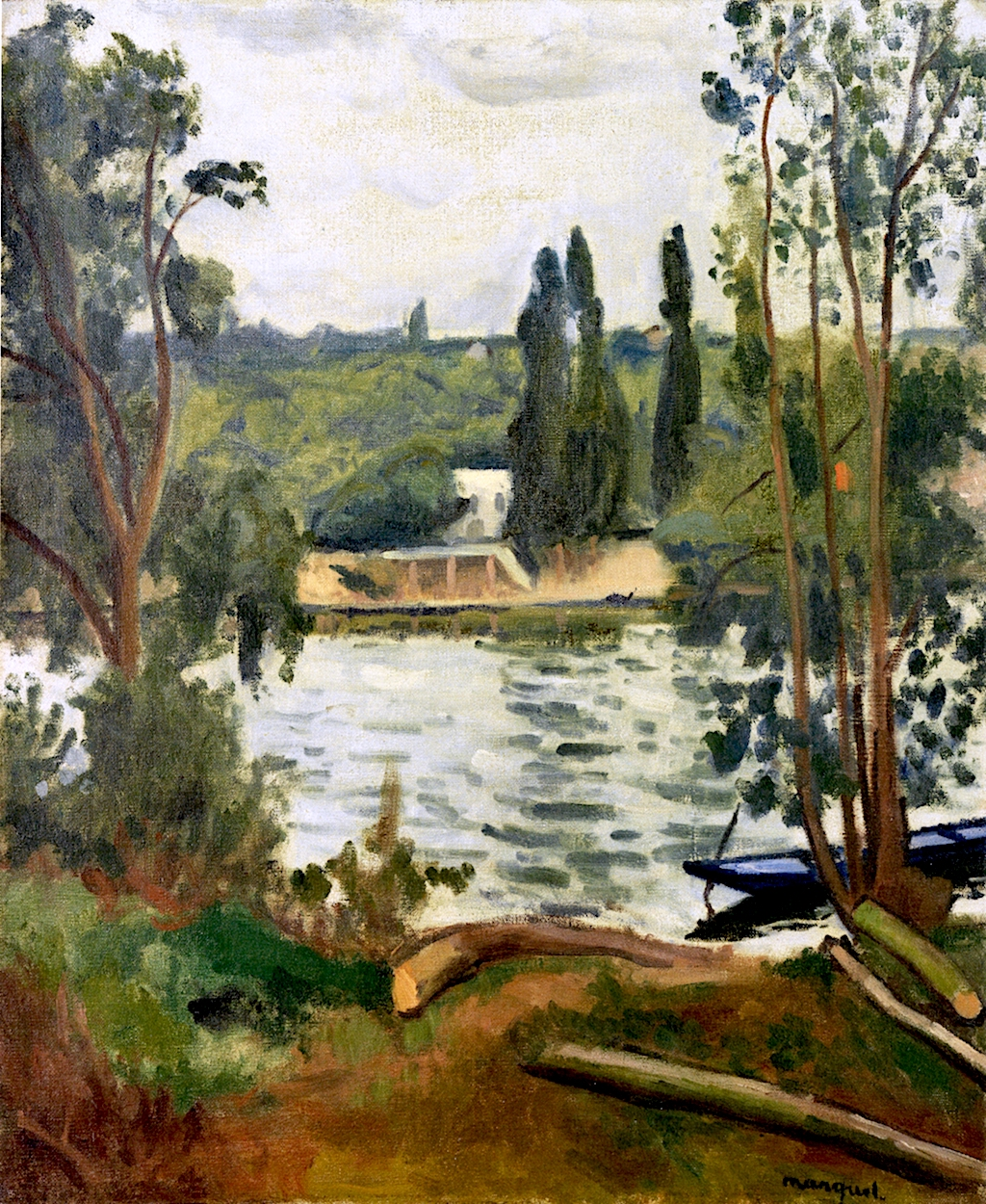
Quais de Seine à Villennes (1913, huile sur toile, coll. privée).

### Personnalités liées à la commune
- Jean II Brinon (1520-1555), parlementaire, lettré, mécène et bibliophile.
- Pierre VI Gilbert de Voisins (1684-1769), magistrat et administrateur français, était marquis de Villennes.
- Louis René Hippolyte Sinet né à Péronne (Somme), le 27 février 1835 - décédé à Agimont, province de Namur, Belgique, le 20 février 1920, peintre français[84] qui eut quatre fils peintres également, nés à Villennes-sur-Seine dans sa villa "Le Val Sinet" :
  - Louis Hippolyte Étienne Sinet (1860-1907), professeur de dessin d'art de la ville de Paris ;
  - Louis René Ferdinand Sinet (1862-1947), peintre français ;
  - Louis Hippolyte André Sinet (1867-1938), peintre, dessinateur, lithographe et affichiste ;
  - Louis Hippolyte Édouard Sinet (1871-ca 1940), peintre pastelliste .
- Auguste Carliez (1838-1910), peintre, y avait une maison et y a été inhumé.
- Henri de Genouillac (1881-1940), abbé, épigraphiste et archéologue spécialisé en assyriologie, mort à Villennes.
- Léon Francq (1848-1930), ingénieur spécialiste des tramways[85], mort à Villennes.
- Robert Lotiron (1886-1966), artiste peintre, séjourna régulièrement à Villennes, ce dont témoignent des paysages dans son œuvre.
- Hélène Regelly (1904-2001), artiste lyrique française surtout connue dans les années 1930, morte à Villennes.
- Auguste Wambst (1908-1987), coureur cycliste y résidait dans les années 1930[86].
- Susan Travers (1909-2003), héroïne discrète de la Seconde Guerre mondiale, d'origine britannique, seule femme à la Légion étrangère (grade d'adjudant-chef). Épouse de Nicolas Schlegelmilch, également légionnaire, elle a habité avec sa famille ruelle de la Lombarde au début des années 1950.
- André Patrolin (1910-1991), Industriel, Résistant, qui cacha en 1942 Perla Filcman et sa fille Fanny dans sa propriété de Villennes-sur-Seine, reçu le titre de Juste parmi les nations par le Comité pour Yad Vashem. Son nom figure sur le mur d'honneur du Jardin des Justes à Jérusalem, mais également à Paris, dans l'allée des Justes, près du Mémorial de la Shoah, rue Geoffroy-l'Asnier[87].
- Marcel Azzola (1927-2019), accordéoniste français y résidait.
- David Aubry (1996), nageur, Champion de France 2019 et médaillé de bronze aux Championnats du monde de natation 2019, a grandi à Villennes-sur-Seine.

### Héraldique
| Blason de Villennes-sur-Seine | Blason  | D'azur à la croix engrêlée d'argent cantonné de quatre croissants d'or.              |
| Blason de Villennes-sur-Seine | Détails | Ce blason est celui du dernier seigneur de Villaine, Pierre Paul Gilbert de Voisins. |